# Austromyrtus dulcis
Austromyrtus dulcis es una especie de planta originaria del este de Australia, crece como un pequeño arbusto extendido y se reconoce fácilmente por sus características bayas que suelen madurar en verano y otoño. Los nombres comunes incluyen: baya midgen, midyim , o "mirto" sedoso.

## Descripción
Austromyrtus dulcis crece en suelos arenosos a lo largo de la costa de NSW y QLD.
Es un pequeño arbusto extendido; 1 a 2 m De altura. Las hojas miden 1–3 cm de largo y 0.5 cm de ancho, opuestas, lanceoladas a elípticas, brillantes en la parte superior con pelos sedosos en la parte inferior. Las pequeñas flores blancas miden 7-10 mm de largo, tienen cinco pétalos y una gran cantidad de sépalos , las bayas son comestibles, dulces que maduran en verano y otoño y contienen de tres a nueve semillas de color marrón pálido.
El fruto es dulce y su sabor presenta toques leves de jengibre, eucalipto y/o nuez moscada. Durante mucho tiempo han sido uno de los alimentos silvestres aborígenes favoritos.

## Usos
Las bayas son un alimento arbustivo tradicional y popular, consumido por indígenas australianos y por los lugareños, y como Bush food. 
Sus frutos silvestres destacan por ser dulces y aromáticas y se derriten en la boca, presentando un agradable sabor a jengibre. 
Si bien al igual que el fruto de la  murta (Ugni molinae) se le reconoce que tienen buenas cualidades de sabor, las bayas no se han comercializado a gran escala debido a problemas de recolección y manipulación al ser muy pequeñas.